# إعلان محلي
الإعلان المحلي يشير إلى تقديم إعلانات تتوافق مع مكان العميل المستهدف. تستخدم مثل هذه الإعلانات التسويق الجغرافي، ويشبه هذا إلى حد كبير البحث المحلي (بالإنترنت) الذي يعمل على الاستفادة المثلى من توجيه الإعلان بناء على تواجد العميل.